# 古巴華人
古巴華人（呂文：chino-cubano）是生於古巴或已經移民到古巴的華人社群。他們是海外華人一部分（或者華裔）。古巴華人原本是古巴島上最大、最著名的亞裔族群，但由於古巴革命後的華裔移出，人數急劇下降。2012年古巴人口普查記錄，有113名居住在古巴的中華人民共和國公民，其他估計有 3百名華人和約2萬名華裔。
據中華人民共和國國國務院僑務辦公室統計，2006年至2018年期间，有3千名該國留學生在古巴進修。

## 歷史

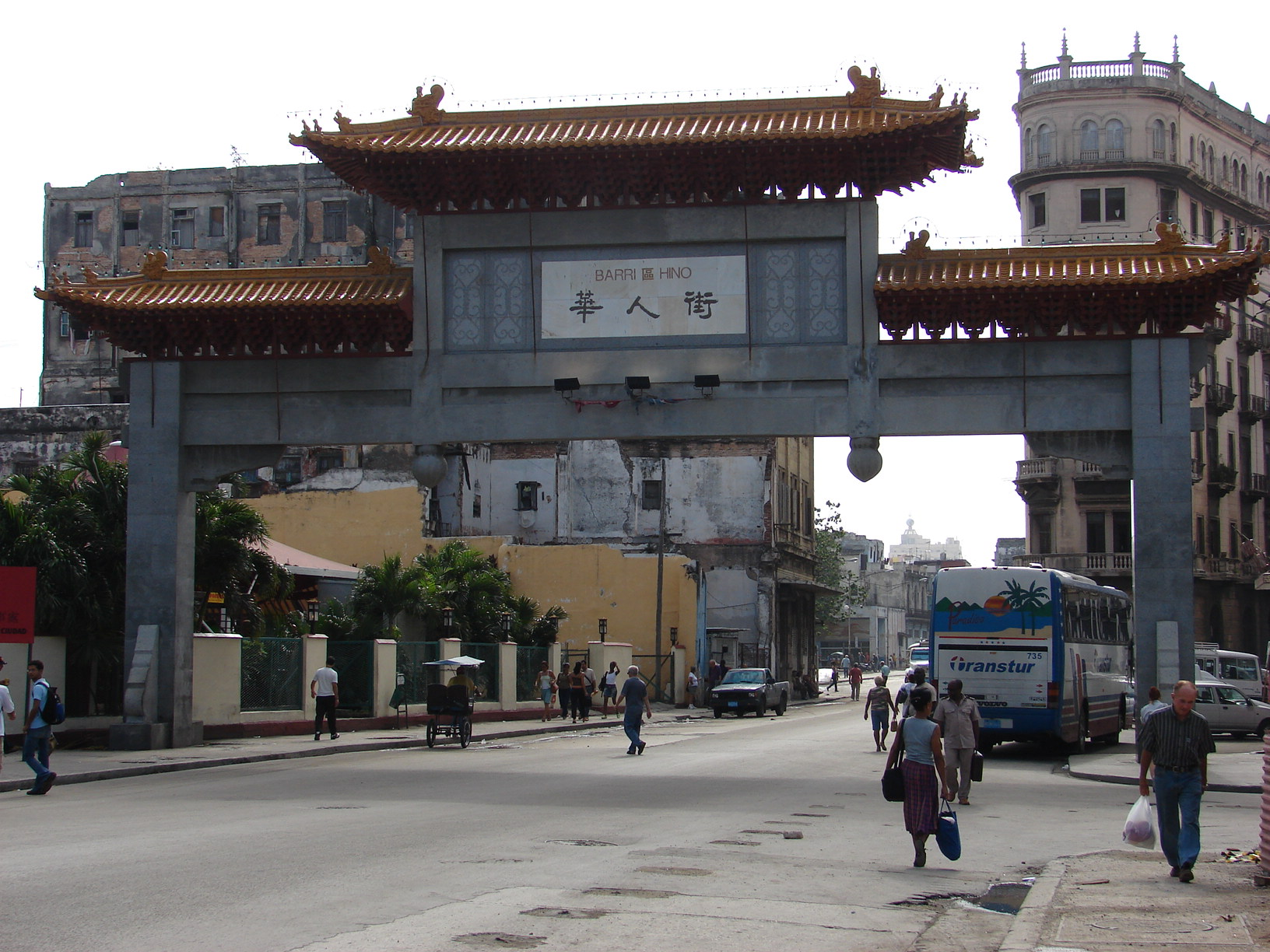
在哈瓦那的中國城入口處的牌坊

華人移民古巴始於 1837 年，當時大清的粵籍和客籍的合同工被帶到古巴的蔗糖田間工作，也因此帶來佛教。在接下來的幾十年中，數十萬華裔工人從大清、英屬香港、葡屬澳門和台灣被引進，大約有 70萬人，他們與非洲混血奴隸或自由人一起工作。華人合同工在完成8年合同之後獲得自由後，有些人渴望返回家園，但大多數大清移民留在古巴永久定居。哈瓦那的唐人街 (Barrio Chino de La Habana) 是拉丁美洲最古老，也是曾經最大的唐人街。 在19 世紀後期，超過 10萬名美國華人移民來到古巴，以逃避當時在美國的歧視行為。另有一波規模較小的華人移民潮在 20 世紀抵達，其中一些是古巴革命期間對於共產主義的支持者，另一些人則是中華人民共和國建國前夕撤離的異議者。
當時華裔“苦力”人口中，幾乎完全是男性，只有很少的女性（1%）。當地一些印第安人原住民、混血族群、黑人和白人婦女與華裔男子發生性關係或有婚姻關係。黑人女性和這些華人移民間經常發生性行為，也有華裔男性購買女奴，然後釋放女奴並與她們結婚，在當時，許多華裔男性與古巴黑人女性發生性關係，並生下許多下一代。  1920 年代，又有 12 萬名中華民國廣東人和一群日本人抵達古巴，全男性的移民，與當地白人、黑人和混血兒人口迅速通婚。 
1860年代古巴的十年戰爭中，2000 名大清移民與叛軍作戰。因此今日哈瓦那的一座紀念碑上，緬懷戰爭陣亡的古巴華人，上面刻著：“沒有一個古巴華人成為逃兵，沒有一個古巴華人成為叛徒。” 1898 年，古巴華人參與美西戰爭，其中包括一些來自加州的美國華裔在內，期待實現古巴脫離西班牙獨立。但一些忠於西班牙的華人，在戰後離開古巴，前往西班牙定居。
1959 年，當斐代爾·卡斯楚領導的新革命政府上台時，經濟和政治形勢發生變化。許多華人雜貨店的財產被新政府沒收，他們因此離開古巴定居在美國，特別是佛羅里達州附近。隨著移民之後在美國出生的孩子，被稱為華裔美國人或古巴華裔美國人。部分華人則逃往附近的多米尼加共和國、其他拉美國家、以及波多黎各。在那裡他們被稱為華裔波多黎各人、古巴華裔波多黎各人或古巴華裔美國人，人數達到數十萬人，在這些古巴華人移住的地區，流行有獨特的華人文化以及古巴形態的中餐館。
古巴華人原本是島上最大、最著名的亞裔族群，但由於古巴革命後的華裔移出，哈瓦那唐人街的純種華人數急劇下降。2012年古巴人口普查記錄，有113名居住在古巴的中華人民共和國公民，其他估計有 3百名華人和 2萬名華裔。
1955年中華人民共和國出入境政策大幅收緊，基本上再無中華人民共和國公民，移民至古巴。1940-1950年代移民者，最早在1980年代時回鄉探親。

## 文化發展

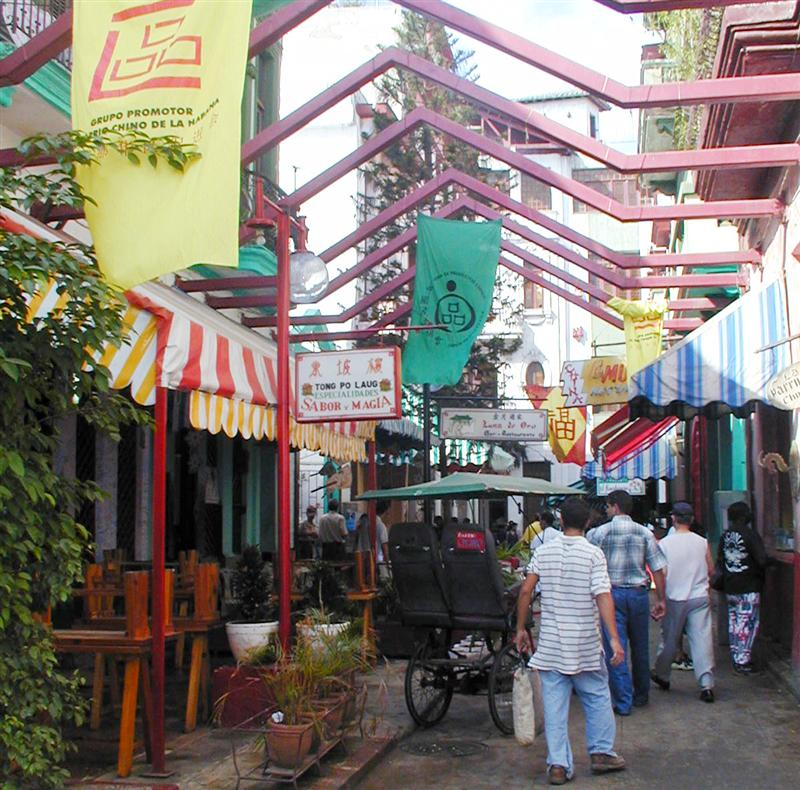
Cuchillo街，中文名古芝佑街，哈瓦那中國城的心臟地帶

在古巴獨立戰爭中，古巴華人站在尋求獨立的一方，因此戰後在哈瓦那設有一座紀念碑，紀念古巴華人參加獨立戰爭。在 1961 年斐代爾·卡斯楚 (Fidel Castro) 統治開始,有些華人離開，但也有華人留下。與上一代華人相比，年輕一代的工作範圍更為廣泛，有些華人以作曲、演員、歌手和模特兒的身份進入演藝界。
哈瓦那的唐人街 (Barrio Chino de La Habana) 曾經是拉丁美洲最大的唐人街之一，擁有中國建築特色和具有中國背景的博物館，但現在大多數古巴華人居住在唐人街外。
有些社區團體，特別是唐人街宣傳小組 (Grupo Promotor del Barrio Chino)，致力於重振唐人街褪色的中華文化。中國語言藝術學校（Escuela de la Lengua y Artes China）於1993年開辦，協助古巴年輕華人加強漢語知識。今天，除了西班牙語和英語之外，古巴華人還傾向於說官話、粵語、客家話，以及華語和西班牙語的混合語。古巴華人還努力發展小型企業，如美容院、機械店、餐館和小雜貨店，創造唐人街的新景觀。

## 文化推廣機構
中華娛樂機構 (El Casino Chung Wa)位於哈瓦那，創建於1893年，匯集全島華人社區的活動。
娛樂機構不僅是幫助移民解決問題的場所，甚至曾經是領事館所在地。到 20 世紀中葉，全古巴大約有 60 個協會，將所有華人及其後裔的文化聯繫凝聚在此地。
中華娛樂機構設有中國傳統藝術館，經常舉辦研討會、展覽和座談會，還提供華人烹飪藝術、舞蹈、武術、繪畫和雕塑等活動。於 1990 年代設立唐人街推廣小組，目的在復興哈瓦那社區的中國文化根源和歷史。於 1993 年設立中國語言藝術學院。

## 媒體與文學
光華報 (Kwong Wah Po) 是古巴唯一編輯自哈瓦那唐人街的中文報紙，讀者為華人社區的大眾。自 1928 年 3 月 20 日起，由中華娛樂機構出版，為小報式，共4頁，其中3頁為中文，最後一頁為西班牙文，每月發行 600 份。該報發行量有限，至今印刷方式仍採百年前極為陳舊的技術進行。
2006年，美籍古巴裔作家戴娜•查維亞諾 (Daína Chaviano)在小說《無限愛之島》(La isla de los amores infinitos)中，對於華人移民對古巴文化的影響有很好的文學描述與體現。情節跨越 150 年，從 1840 年代到 1990 年代，幾乎涵蓋華人來到古巴的完整移民軌跡。該小說最初在西班牙出版，其後有16 篇被翻譯成 25 種語言發行。
2007年，威廉•吉布森 (William Gibson) 的小說《幽靈國度》(Spook Country),故事描述一個捲入國際陰謀的古巴華人家庭。

## 著名的古巴華人
- 富尔亨西奥·巴蒂斯塔（1901年1月16日－1973年8月6日），具有中国血统，1933年-1940年間为古巴实际的军事领导人，1940年-1944年間，成為古巴总统。1952年通过军事政变，成为古巴最高领导人。1959年，被菲德尔·卡斯特罗所领导的游击运动驱逐出境。
- 林飛龍（1902年12月8日－1982年9月11日），西班牙文名Wifredo Óscar de la Concepción Lam y Castilla（威尔弗雷多·奥斯卡·德拉康塞普西翁·林·伊·卡斯蒂利亚），古巴超現實主義畫家。

## 腳註
1. ↑  「呂文」的稱呼源於清代閩粵一帶，指西屬東印度群島呂宋島的語文，後來中華民國改用譯名「西班牙語」。「呂文」至2010年代仍通用於古巴華人和香港書籍。[2][3]

## 延伸閱讀
- López-Calvo, Ignacio (June 2008). Imaging the Chinese in Cuban Literature and Culture. University Press of Florida. ISBN 0-8130-3240-7.
- López-Calvo, Ignacio.  “Chinesism and the commodification of Chinese Cuban culture.” Alternative Orientalisms in Latin America and Beyond. Ed. Ignacio López-Calvo. Newcastle, England: Cambridge Scholars Publishing, 2007. 95-112